# 来住しげ樹
来住 しげ樹（きし しげき、1938年 - ）は、日本の画家。西脇市岡之山美術館名誉館長・美術家・日本美術家連盟会員・湊川短期大学名誉教授。兵庫県西脇市生まれ。「来住しげ樹/子どものアトリエ」主宰。現在は、土曜日夜１９時ー２１時まで・大人と子供の教室として１０人程度の教室を続けています。「一生の仕事」として…。息子を溺愛。

## 来歴
1955年頃から画家活動。1973新構造社絵画部会員のち1983年審査会員、2008年退会、現在無所属。日本美術家連盟会員。現在美術家として活動。公的コレクション多数。壁画、モニュメントなど多数。横尾忠則の作品収蔵と展示を行う「西脇市岡之山美術館」の館長を務め、2013年3月退任。現在、名誉館長。アトリエは西脇市住吉町にある。著書多数。日刊紙にもコラム・論評など多数。
活動領域は広く、現代美術家としてのみではなく、版画、風景スケッチ(絵葉書も西脇市をはじめ、篠山市、三田市など県下の市町だけではなく、多数の絵葉書。)　
2008年4月 - 2009年3月まで『毎日新聞』に毎月1回コラム掲載。2009年4月-5月に4回に渉り、『神戸新聞』の読後感を連載など、『朝日新聞』、『読売新聞』などに「スケッチ素描」と「エッセイ・論評など」の連載、その他を日刊紙に掲載。

## 作品

### 特徴
マイナーに徹した活動は、西脇市、兵庫県など、地域を始め、総理府関連事業にも執筆など、著述活動も多数である。非常に守備領域が広い。子供の発達段階と表現の関連についての研究に思いが深いこともあって、短期大学での講座も、子供の実際を確認しながら進めた経緯が地域の保護者の信頼を生んで34年もの間「子供のアトリエ」を開設
し続けている。　その間、湊川短期大学教授・現在　名誉教授。
グラフィックデザインを主としたデザイン活動も顕著で、既に100点をはるかに超える公機関のイベントなどのポスター、チラシ、パンフレットのデザインの実績がある。

### 作品発表
- 個展・茶屋町画廊（大阪）、タカゲン画廊（東京）、KCCアートギャラリー、県民ギャラリー特別展示室（神戸）、シンフォニーホール（岡山）、ギャラリー「バンサン」(徳島)など。
- 三田市主催での「来住しげ樹の世界展」は、池田銀行のメセナの一環で開催された。宝塚歌劇のオーケストラコンサートマスターの演奏で前夜祭「真夏の夜の夢」で始まる個展として全館で開催。２０１３年三木市立堀光美術館で特別展「語り継ぐべきもの」個展。２０１４年龍野市ホテルシーショアで個展。

兵庫県立美術館関係出品
- 兵庫県美術祭に第1回から招待出品。
- 1988年「兵庫の美術家」展に出品。
- 金山平三賞候補作家展出品。
- 兵庫県現代美術展「海」「都市」「音楽」などに各回招待出品。
- 姫路ルネッサンススクエァ「現代作家展」に初回から毎回出品。

## 受賞作品・活動
- 兵庫半どんの会文化賞受賞（1984年）
- 姫路文化賞受賞（1996年）
- 兵庫県教育研究所 社会文化賞（2003年）
- 新構造社展：東京都知事賞受賞（1984年）
- 兵庫県：文化功労賞（2012年）

- 兵庫県下において、姫路市展市長賞、西脇市展知事賞・市長賞・県会議長賞を始め、県展、加古川市展、など沢山の受賞履歴あり。同時に、西脇市展、篠山市展、三木市展、朝来市展、加西市展、小野市展などのほか、多可町展など地方市町展の審査員履歴多数。「サムホール大賞展」・「八千代風景画大賞展」「新構造展・東京」などの審査員も務める。

## 作品リスト
- 「來住しげ樹作品集」ウニスガ印刷株　ISBN978-4-991-08030-2
- 「風景スケッチ講座」日貿出版社 ISBN 4-8170-3030-5
- 「里山歩きの水彩画」日貿出版社 ISBN 978-4817031099
- 「やすらぎの淡彩画」日貿出版社 ISBN 4-8170-3161-1
- 「きたはりまむかしばなし」ダイエー出版
- 「横尾忠則マガジン」平凡社　そのほか共著は多数あります。

### 壁画・モニュメントなど
- 加東市立社中学校体育館壁画
- 西脇市立日野幼稚園モニュメント
- 福祉法人みぎわ園壁画

など。

### 新聞
- 神戸新聞・毎日新聞にエッセイ、朝日新聞「ふるさと素描」、読売新聞「スケッチ素描」、神戸新聞「スケッチカット」各連載。でも、ほとんどが地方版での掲載です。

### 校歌
- 兵庫県西脇市立西脇幼稚園歌を作詞（作曲は井沢利）。